# Копальня Маунт-Ноулз
Копальня Маунт-Ноулз (Mount Knowles) — гірничодобувний майданчик на сході Австралії.
У 1915 році гірничодобувна та металургійна компанія Broken Hill Proprietary (BHP) ввела в дію свій перший металургійний комбінат у Ньюкаслі. Для забезпечення його потреб у флюсах у 1920-му BHP придбала гірничу ліцензію на родовище доломітів Маунт-Ноулз. Розробка велась відкритим способом. Видобутий доломіт вивозили вузькою колією до місця перевантаження на залізницю, що здійснювала транспортування на відстань близько чотирьох з половиною сотень кілометрів до Ньюкасла.
Обсяги видобутку були невеликими — станом на 1935 рік накопичений показник досягнув лише 140 тисяч тонн (для порівняння, інший постачальник флюсового матеріалу — вапнякова копальня Мелроуз — на цей час вже досягнула показника у 2 млн тонн, хоча почала діяльність лише на кілька років раніше за Маунт-Ноулз).
У 1950-х BHP полишила копальню Маунт-Ноулз. Роботи тут продовжила компанія WJ Murdoch and Co Pty Limited, яка діяла і в першій половині 2020-х. Щодо обсягів видобутку відомо, що в першій половині 1980-х вони становили тільки 2 тисячі тонн на рік.